# Cypripedium arietinum
Cypripedium arietinum är en orkidéart som beskrevs av Robert Brown. Cypripedium arietinum ingår i släktet guckuskor, och familjen orkidéer. Inga underarter finns listade i Catalogue of Life.

## Bildgalleri

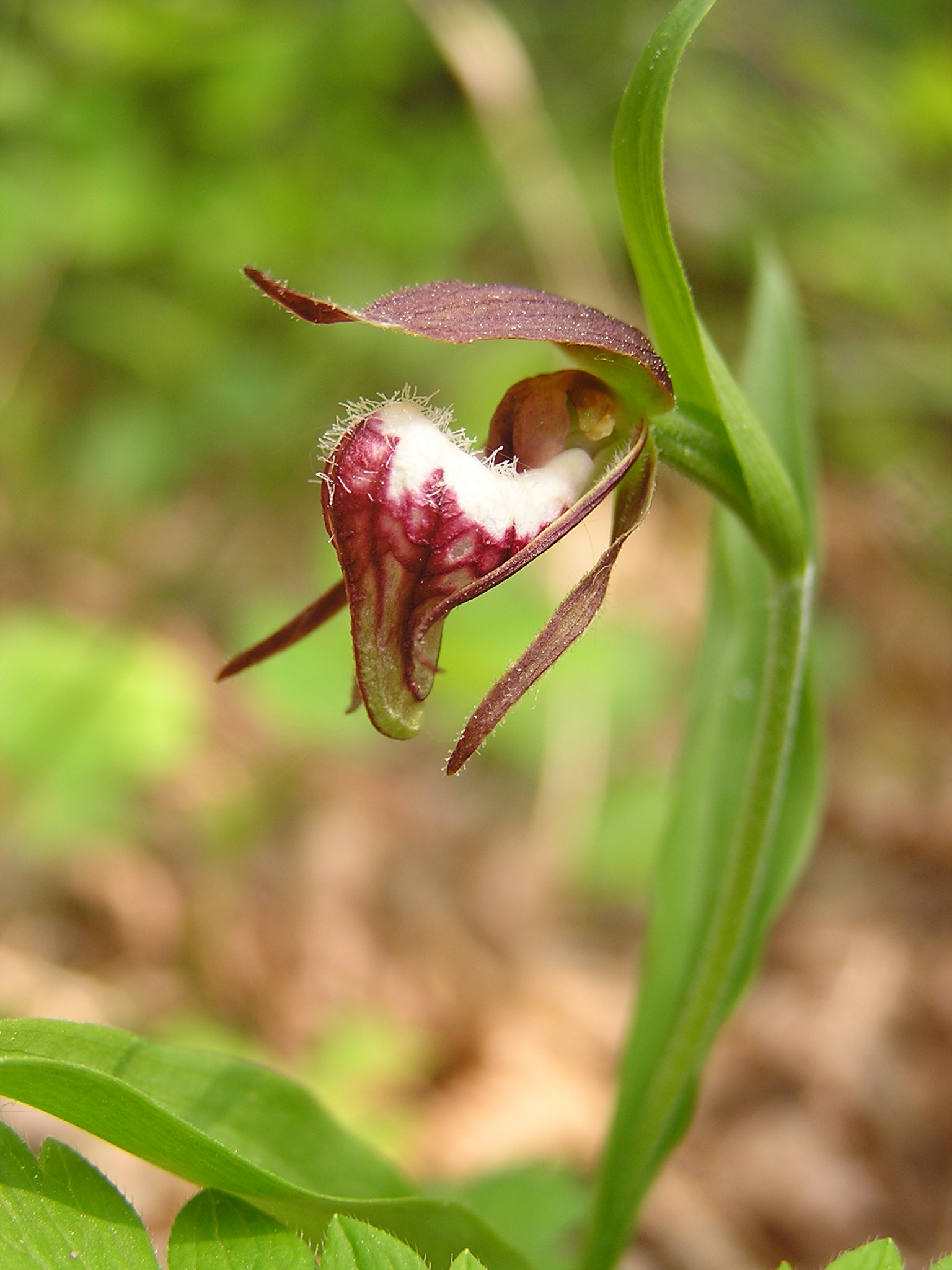
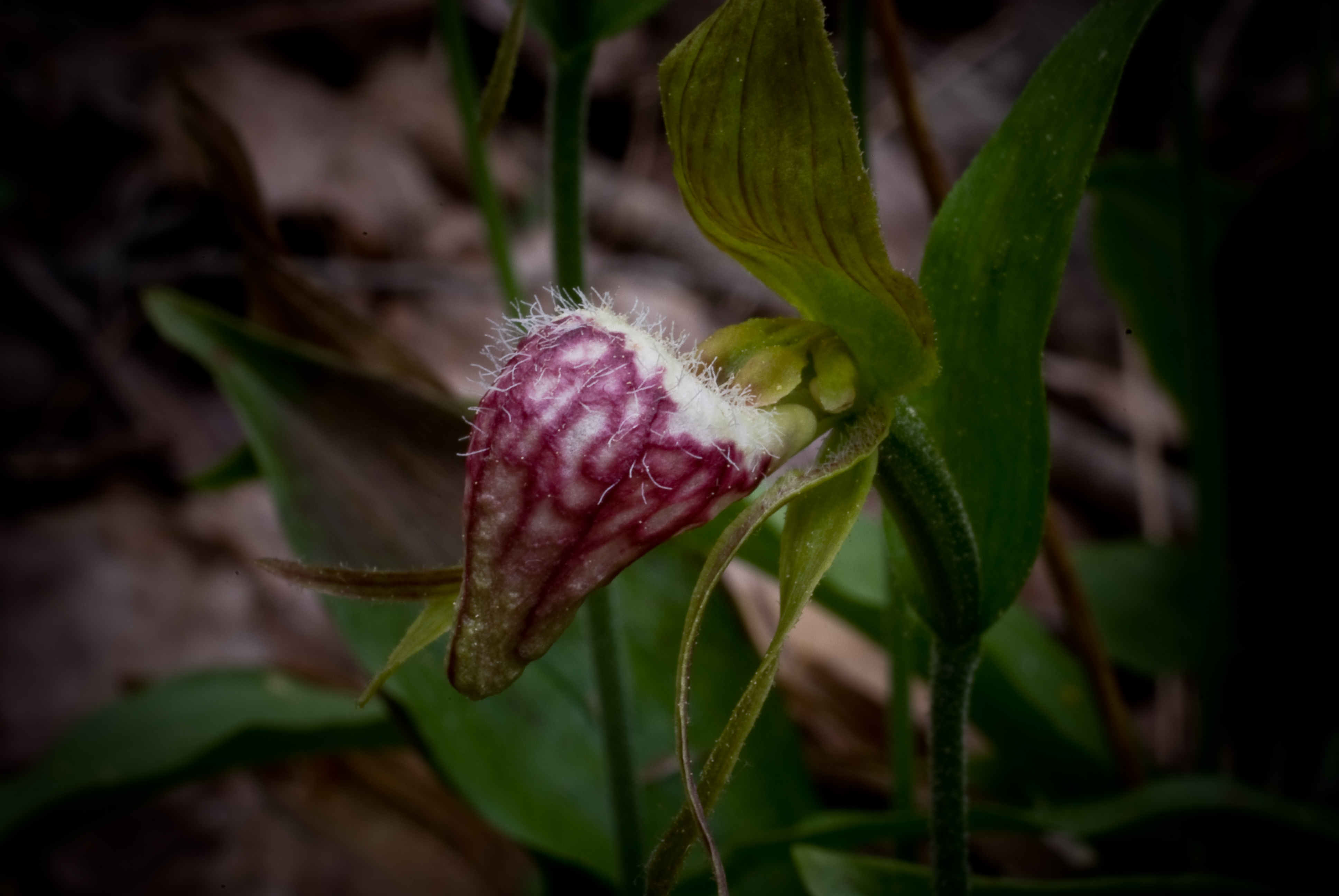
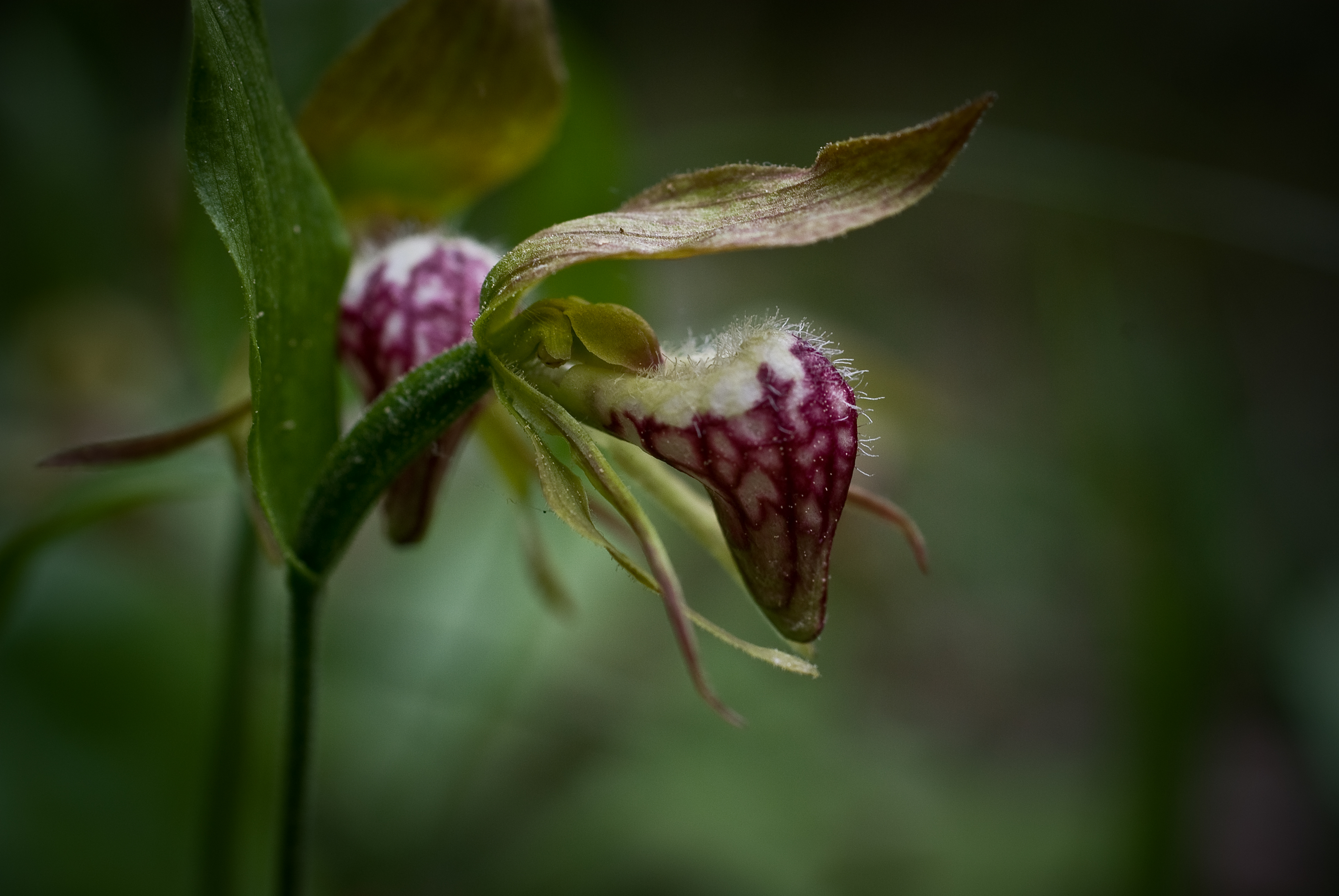
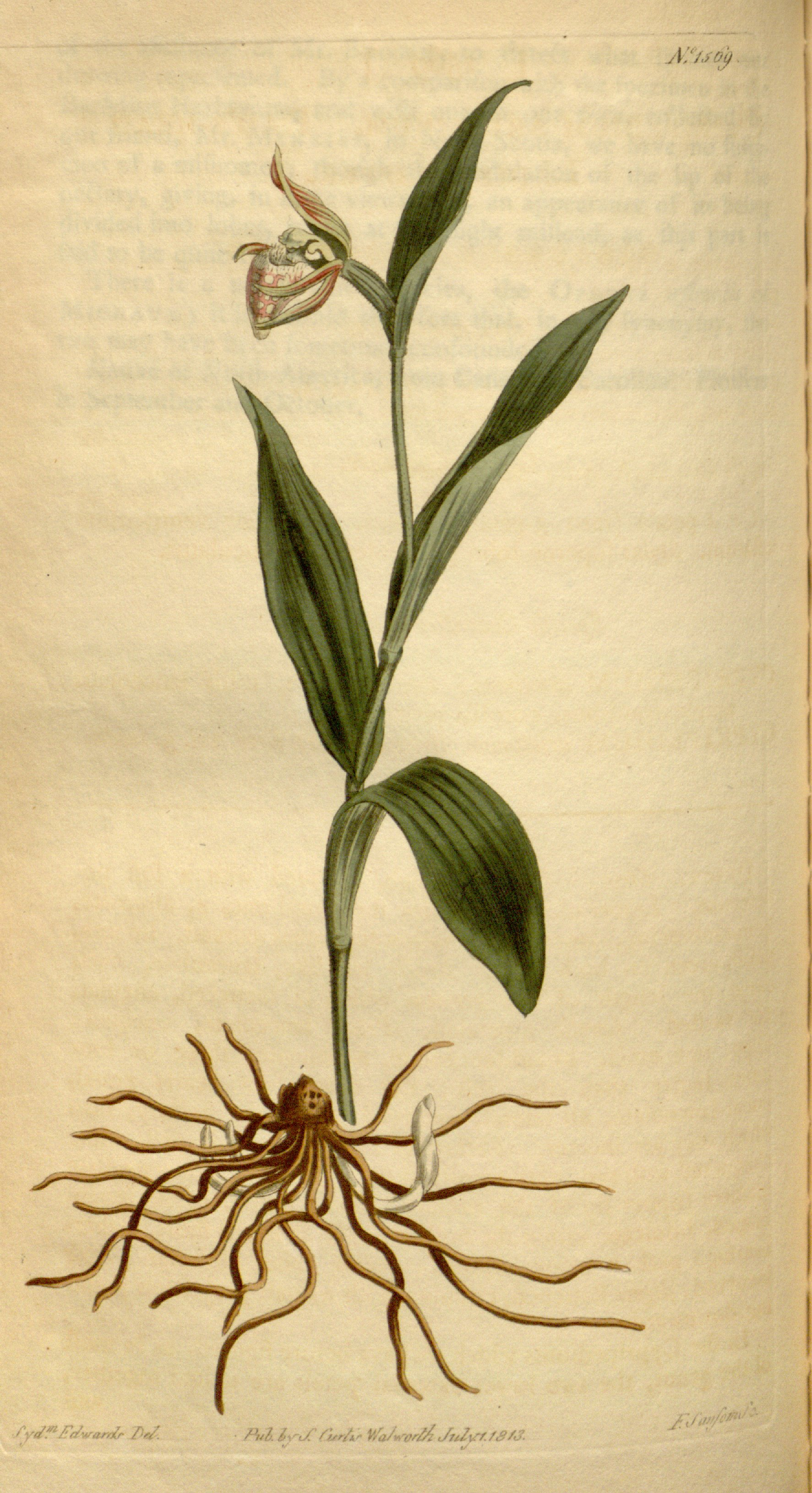
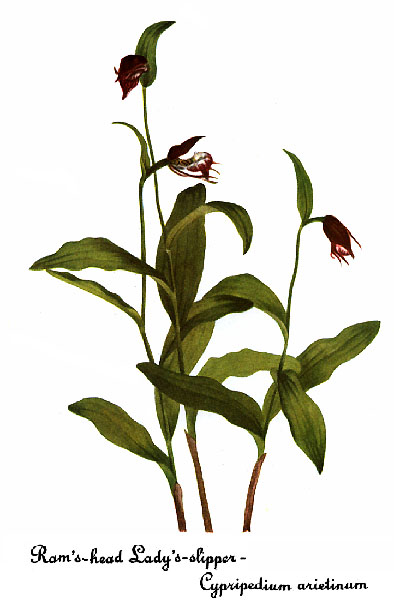
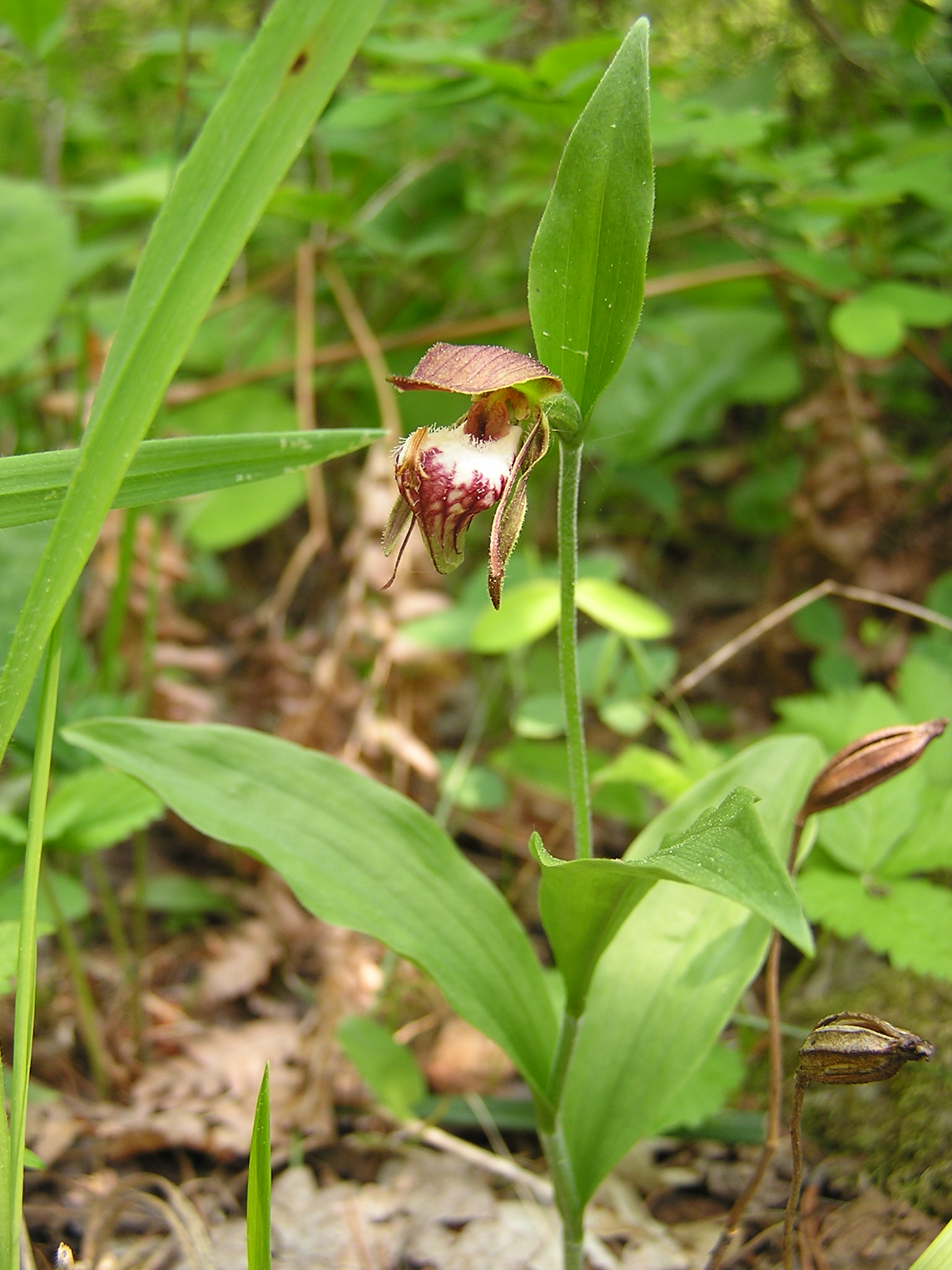